# کلنی‌شمار

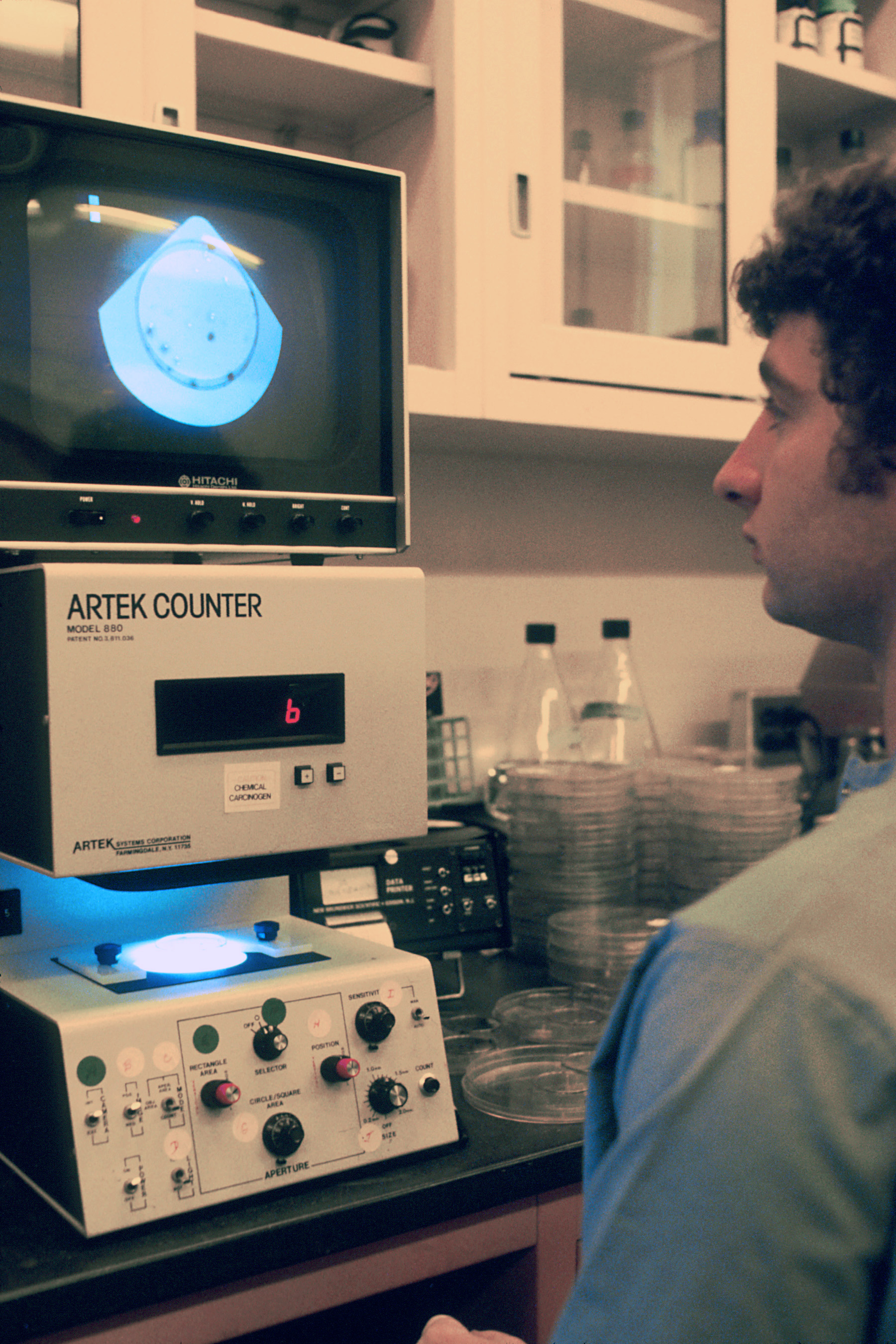

کلنی شمار یا کلنی کانتر (به انگلیسی: Colony counter) دستگاه الکتریکی برای شمارش باکتریها یا میکروارگانیسم‌های موجود در محیط کشت آگار است.

## طرز کار
ابتدا پلیت را در کلنی کانتر قرار می‌دهیم. اگر تراکم کلنی‌ها یکسان باشد پلیت را به چهار قسمت تقسیم می‌کنیم و
تنها یک چهارم را شمارش می‌کنیم و سپس عدد به دست آمده را ضرب در چهار می‌کنیم و اما اگرتراکم یکسان نباشد
هر چهار قسمت را می‌شماریم.